# Gewerbliche Schule Nagold
Die Gewerbliche Schule Nagold ist eine berufsbildende Schule des Landkreises Calw. An der Schule, die im Dezember 1848 gegründet wurde, unterrichten 77 Lehrer. Sie bildet gemeinsam mit der Kaufmännischen Schule Nagold und der Annemarie-Lindner-Schule das Berufsschulzentrum Nagold. Sie heißt seit dem 21. November 2013 Rolf-Benz-Schule, Gewerbliche Schule Nagold.

## Geschichte

### Schulgründung
Die Gewerbliche Schule Nagold nahm am 12. Januar 1849 ihren Betrieb auf, gegründet als freiwillige Handwerkerschule durch den Gewerbeverein Nagold, der zum Ziel hatte, den aufkommenden Freihandel zu bekämpfen und das Handwerk zu erhalten. Die Schulgründung wird auch als Teil der wirtschaftlichen Umbruchsituation durch die Deutsche Revolution 1848/49 gesehen. Den Anstoß zur Schulgründung gab letztendlich die 1848 veröffentlichte „Denkschrift des Königlichen Studienrats an die Gewerbevereine, Gewerbsleute und Gewerbefreunde in Württemberg“, die zur Gründung gewerblicher Abendschulen aufrief, um der wirtschaftlichen Krise zu entgehen und eine ernstzunehmende Konkurrenz darstellen zu können.

### Von 1912 bis 1944
1912 zog die Gewerbliche Schule in ein neu errichtetes Gebäude in der Calwer Straße ein. Während des Ersten Weltkriegs diente das Gebäude, mit eingeschränktem Schulbetrieb, als Lazarett.
Mit dem strukturellen Wandel des Handwerks wurde 1920 eine kaufmännische Abteilung in der Gewerblichen Schule Nagold eingerichtet. Etwa ab 1936 etablierte sich der Werkstattunterricht durch hauptamtlich angestellte Fachkräfte.
Nach dem Ende des Ersten Weltkriegs fungierte die Schule mitunter als Sprachrohr nationalistischer Ansichten, nach der „sämtliche Schulen über die angebliche Schuld Deutschlands am Kriege aufgeklärt“ werden sollten.
Mit der Machtergreifung der NSDAP 1933 wurde auch die Gewerbliche Schule Teil der Gleichschaltung der Diktatur, im Schulkalender gab es allein 16 neue [NS-] „Gedenktage“, die an allen Schulen gelten sollten. Gegen Ende des Krieges kam der Schulbetrieb durch die Rekrutierung Jugendlicher, die Einberufung der Lehrer und die örtliche Verlegung der Schule vermutlich vollständig zum Erliegen.

### 1944 bis heute
Nachdem die Gewerbliche Schule 1946 ihren Betrieb wieder aufgenommen hatte, stiegen die Schülerzahlen zwar wieder an, jedoch fehlte es an Lehrkräften. Als neue Maßstäbe galten nun die Forderungen der Demokratisierung der Schulen durch die Alliierten.
Im Jahr 1963 wurde der 1920 gegründete kaufmännische Teil der Gewerblichen Schule selbständig. Während der Bildungsreform ab 1969 wurden unter anderem eine einjährige Berufsfachschule, die zweijährige Berufsfachschule Metall, das Technische Gymnasium und das einjährige Berufskolleg als neue Schularten der Gewerblichen Schule gegründet. Aufgrund der stetig wachsenden Schülerzahlen zog die Schule 1979 in das neu erbaute Berufsschulzentrum Nagold um, das 1999 erweitert wurde.
Zum Beginn des Schuljahres 2012/2013 wurde Klaus Nollert als Schulleiter von Reinhard Maier abgelöst.
Die Rolf-Benz-Schule Gewerbliche Schule Nagold feierte am 2. Dezember 2023 drei Jubiläen: 175 Jahre Gewerbliche Schule Nagold, 50 Jahre Technisches Gymnasium und 10 Jahre Namensgebung Rolf-Benz-Schule.

## Schularten
Die Gewerbliche Schule Nagold verfügt über verschiedene Schularten:
- Technisches Gymnasium (seit 1973) mit den Profilen
  - Mechatronik (früher: Technik)
  - Gestaltungs- und Medientechnik
  - Technik und Management
- Berufseinstiegsjahr (BEJ)
- Vorqualifizierungsjahr Arbeit und Beruf (VAB)
- Vorqualifizierungsjahr Arbeit und Beruf für 16- bis 21-jährige Asylbewerber ohne Deutsch-Kenntnisse (VAB-O)
- Berufsschule, Ausbildungsberufe des Dualen Systems
- einjährige Berufsfachschulen:
  - Bautechnik
  - Elektrotechnik / Elektronik
  - Fahrzeugtechnik
  - Holztechnik
  - Metalltechnik
  - Textiltechnik
- Zweijährige Berufsfachschule Metalltechnik
- Einjähriges Berufskolleg, zur Fachhochschulreife führend
- Einjähriges Berufskolleg Technik I – 1BK1T
- Einjähriges Berufskolleg Technik II – 1BK2T, zur Fachhochschulreife führend

## Ausstattung
Die Gewerbliche Schule Nagold verfügt über 280 PC-Arbeitsplätze und neun Computerräume sowie über einen Werkstattbereich im Untergeschoss und in Nebengebäuden; darunter eine Holz-, Metall- und Kfz-Werkstatt. Die Unterrichtsräume sind zunehmend mit stationärer Medientechnik ausgestattet, auch mit einem „Smartboard“. Sie bietet verschiedene Arbeitsgemeinschaften an, darunter eine Musik-AG, einen Theater-Seminarkurs und die „Schüler-Ingenieurakademie“, die als „Besondere Lernleistung“ im Abitur verrechnet werden können.
Zudem befindet sich im Gebäude die Kreisbibliothek Nagolds.

## Auszeichnungen bei Wettbewerben
Im Folgenden finden sich die Preise, die die Schule bei Wettbewerben erhielt, geordnet nach Schuljahr.
- 2014/2015
  - Regionalsieg im Bereich Informatik bei Jugend forscht 2015 mit einem GPS-Ortungsgerät[15]
  - Siegerin im Regionalfinale bei Jugend debattiert 2015 mit Weiterleitung zum Landeswettbewerb
- 2013/2014
  - Dritter Platz im bundesweiten Wettbewerb um die beste Berufsschule für das Kfz-Gewerbe 2013[16]
  - Sieger im Regionalfinale bei Jugend debattiert 2014[17]
- 2012/2013
  - Landesqualifikation bei Jugend debattiert
  - Auszeichnung mit dem 1. Preis im Gestaltungswettbewerb der Schwarzwald-Tourismus-GmbH im Mai 2013[18]

- 2012/2013

Die Gewerbliche Schule Nagold ist MINT-freundlich

  - Auszeichnung als MINT-freundliche Schule

- 2010/2011

Die Schule ist Standort im Land der Ideen

  - Nagold wird Standort in Deutschland – Land der Ideen durch die Zusammenarbeit des Technischen Gymnasiums Nagold mit der Dualen Hochschule Baden-Württemberg (Standort Horb) und regionalen Unternehmen
- 2007/2008
  - 2. Platz bei Jugend forscht auf regionaler Ebene sowie der „Sonderpreis für eine alltagstaugliche Erfindung“ für die sofortige Übertragung der Daten eines Patienten im Notfall, wie zum Beispiel Herzfrequenz, an alle Personen, die an der Pflege des Patienten beteiligt sind
- 2006/2007
  - Sonderpreis „Mobilfunk-Anwendungen und Auswirkungen mobiler Kommunikation“ des Informationszentrum Mobilfunk im Rahmen des landesweiten Jugend forscht für herausragende Projekte an ein entwickeltes Überwachungs- und Pflegesystem für Schwerkranke
  - Landesqualifikation bei Jugend debattiert
- 2005/2006
  - Gestaltung des Qualitätssiegels „Freiwillig kontrollierte Lautstärke“ für Diskotheken und Verleihung durch Arbeits- und Sozialministerin Monika Stolz
  - Landesqualifikation bei Jugend debattiert
- 2004/2005
  - Landessieger bei Jugend debattiert
  - Gewinner des Logowettbewerbs zum Thema „Baumweg“ des Nagolder BUND durch Schüler des Profilfachs Gestaltungs- und Medientechnik
- 2003/2004
  - Jugend-Medien-Oscar für Werbeclips der Schüler des Profilfachs Gestaltungs- und Medientechnik

## Architektur
Die Architektur des Schulkomplexes wurde in einem Wettbewerb ausgeschrieben und von den Architekten Peter Heuser und Marc Losch 1978 umgesetzt.
Zum Schulgebäude gehören eine Cafeteria, eine Turnhalle und ein Sportplatz sowie ein Außenklassenzimmer und Werkstätten in und außerhalb des Hauptgebäudes.

## Öffentlichkeitsarbeit
Die Schule wird durch den Verein zur Förderung der Gewerblichen Schule Nagold e.V. unterstützt. Er wurde im Jahr 1994 durch den Unternehmer Rolf Benz gegründet, damals noch unter der Bezeichnung eines „Vereins zur Förderung des gewerblichen Nachwuchses“.
Ziel des Vereins ist es, eine enge Verbindung zwischen Schule und Wirtschaft herzustellen und die Schüler auf das Berufsleben vorzubereiten. Er soll zudem schulische Projekte und Lehrerfortbildungen unterstützen und Kontakt zu ehemaligen Schülern aufrechterhalten.